# Savoie (departement)
Savoie (73; "Savoye"; Arpitaans en Savoyaards: Savouè; in verouderd Nederlands bekend als Savooie) is een Frans departement, gelegen in de regio Auvergne-Rhône-Alpes, aan de Italiaanse grens. De prefectuur is Chambéry. In 2020 telde Savoie 439.750 inwoners.
Algemeen aangenomen wordt dat de naam Savoie is afgeleid van het Latijnse woord Sapaudia of Sabaudia, wat staat voor "land bedekt met berken". Een andere benaming is Zuid-Savoie in tegenstelling tot het noordelijker Haute-Savoie (Hoog Savoye), ofwel Noord-Savoie.

## Geschiedenis
Het departement werd, samen met het departement Haute-Savoie, op 24 maart 1860 gecreëerd door annexatie van delen van Hertogdom Savoye. Tussen 1416 en 1714 was Savoye onafhankelijk. Daarna verkreeg de heerser van Savoye het Koninkrijk Sicilië (en vanaf 1720 het Koninkrijk Sardinië) en maakte de regio daar onderdeel van.
Tussen 1792 en 1815, na de eerste jaren van de Franse Revolutie, was het gebied een periode bezet door Frankrijk. Aanvankelijk werd het bij het departement Mont-Blanc gevoegd, waarvan het noordelijke deel (met de Mont Blanc) in 1798 werd toegevoegd aan het departement Léman (de Franse naam van het Meer van Genève). Alhoewel de Mont Blanc dan buiten het departement kwam te liggen, bleef de naam Mont-Blanc gehandhaafd voor het zuidelijke deel. Eind 1813 werd het departement Léman afgeschaft (nadat Genève afgestaan was) en werden de grenzen van 1792 min of meer hersteld. Enkel een deel van het oosten werd in 1814 na het Eerste Verdrag van Parijs aan het Koninkrijk Sardinië afgestaan (het Mont-Blancmassief en de Tarentaise met o.a. Albertville). Een jaar later moest Frankrijk na het Tweede Verdrag van Parijs echter het gehele gebied van het departement Mont-Blanc afstaan aan het Koninkrijk Sardinië.
In 1860 werd het gebied formeel terug aan Frankrijk (onder het Tweede Franse Keizerrijk) toegevoegd, na het Verdrag van Turijn en een omstreden volksraadpleging.

## Geografie
Het departement Savoie maakt deel uit van de regio Auvergne-Rhône-Alpes (sinds 1 januari 2016). Tot 31 december 2015 maakte het deel uit van de (nu voormalige) regio Rhône-Alpes. Het departement wordt begrensd door de departementen Haute-Savoie, Ain, Isère en Hautes-Alpes (het laatste gelegen in de regio Provence-Alpes-Côte d'Azur). Verder grenst het gebied aan Italië (ten oosten).
Voornamelijk in de Vanoise, ten zuiden en westen van de Tarentaisevallei, zijn er enkele van 's werelds grootste wintersportgebieden te vinden, zoals:
- Paradiski (Les Arcs en La Plagne)
- L'Espace Killy (Val d'Isère en Tignes)
- Les 3 Vallées (onder andere Courchevel, Méribel, Les Menuires en Val Thorens).

Savoie bestaat uit de arrondissementen Albertville, Chambéry en Saint-Jean-de-Maurienne en telt 19 kantons en 273 gemeenten.

## Demografie
De inwoners van Savoie heten Savoyards.
De gemiddelde bevolkingsdichtheid maskeert de grote verschillen tussen de dichtbevolkte dalen, met name de vallei van de Isère, en de nauwelijks bewoonde berggebieden.

### Demografische evolutie
| Naam       | Index 1962 | Index 1968 | Index 1975 | Index 1982 | Index 1990 | Index 1999 | Index 2008 | Index 2019 |
| ---------- | ---------- | ---------- | ---------- | ---------- | ---------- | ---------- | ---------- | ---------- |
| Savoie     | 100,0      | 108,3      | 114,4      | 121,4      | 130,6      | 140,0      | 153,3      | 163,7      |
| Frankrijk* | 100,0      | 107,1      | 113,3      | 117,0      | 121,9      | 126,0      | 133,8      | 140,1      |

| Naam       | Inw./Km² 1962 | Inw./km² 1968 | Inw./km² 1975 | Inw./km² 1982 | Inw./km² 1990 | Inw./km² 1999 | Inw./km² 2008 | Inw./km² 2019 |
| ---------- | ------------- | ------------- | ------------- | ------------- | ------------- | ------------- | ------------- | ------------- |
| Savoie     | 44,2          | 47,9          | 50,6          | 53,7          | 57,8          | 61,9          | 67,8          | 72,4          |
| Frankrijk* | 84,2          | 90,1          | 95,4          | 98,5          | 102,7         | 106,1         | 112,7         | 119,7         |

Frankrijk* = exclusief overzeese gebieden
Op 1 januari 2019 telt de Savoie 445.288 inwoners
Bron: Recensement Populaire INSEE - 1962 tot 1999 population sans doubles comptes, nadien Population Municipale

### De 10 grootste gemeenten in het departement
| #  | Gemeente                | Aantal inwoners (2022) |
| -- | ----------------------- | ---------------------- |
| 1  | Chambéry                | 60.251                 |
| 2  | Aix-les-Bains           | 32.175                 |
| 3  | Albertville             | 19.706                 |
| 4  | La Motte-Servolex       | 12.167                 |
| 5  | La Ravoire              | 9.154                  |
| 6  | Saint-Jean-de-Maurienne | 7.524                  |
| 7  | Bourg-Saint-Maurice     | 7.228                  |
| 8  | Ugine                   | 7.162                  |
| 9  | Cognin                  | 6.729                  |
| 10 | Saint-Albin-Leysse      | 6.589                  |

## Afbeeldingen

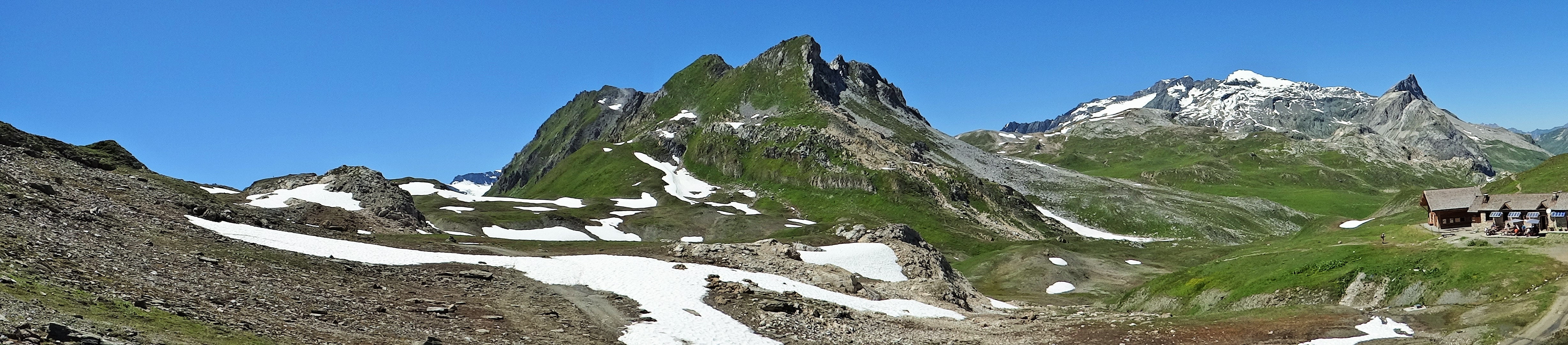
Refuge du Col du Palet
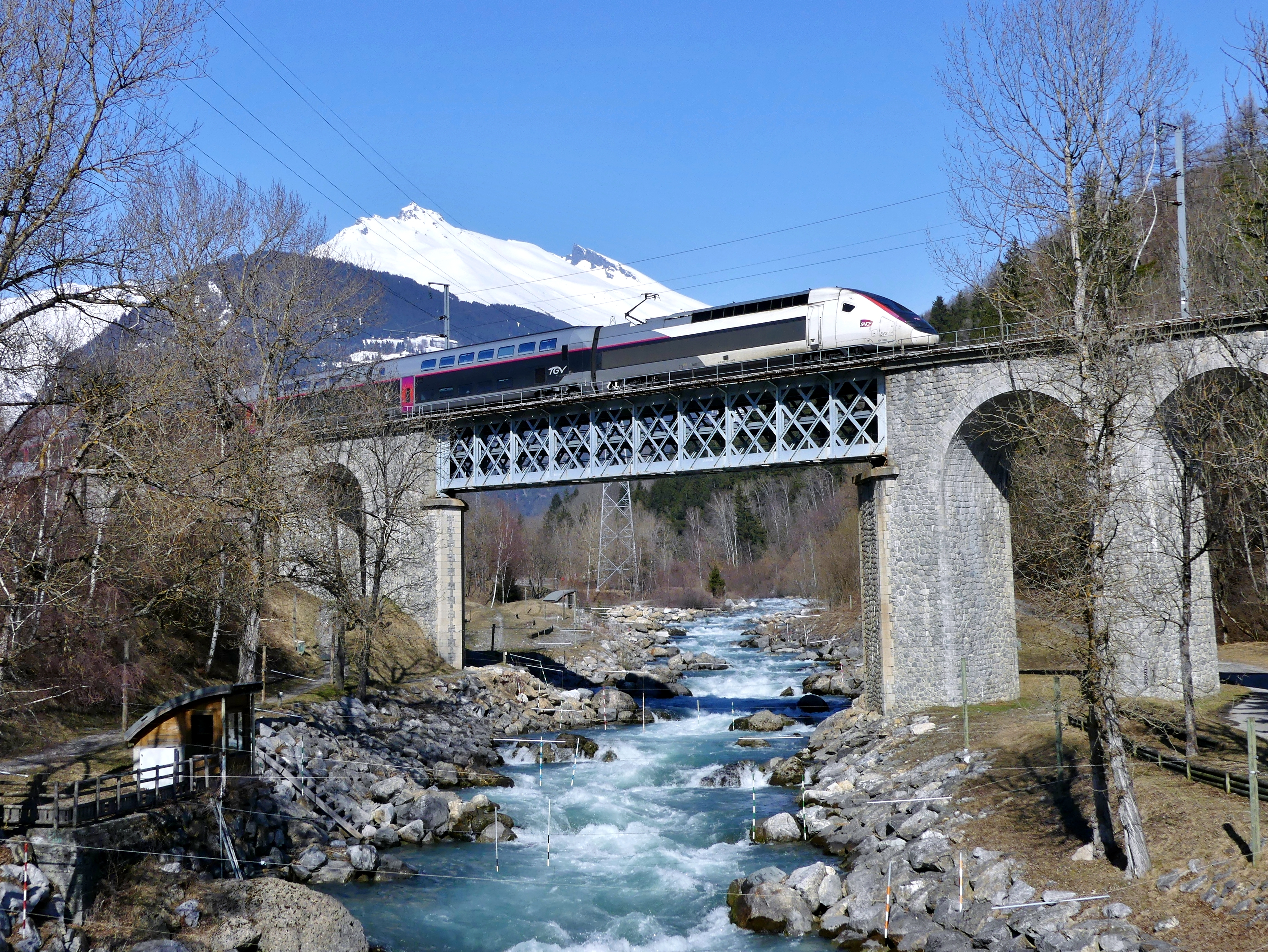
TGV Duplex-treinstel bij Bourg-Saint-Maurice
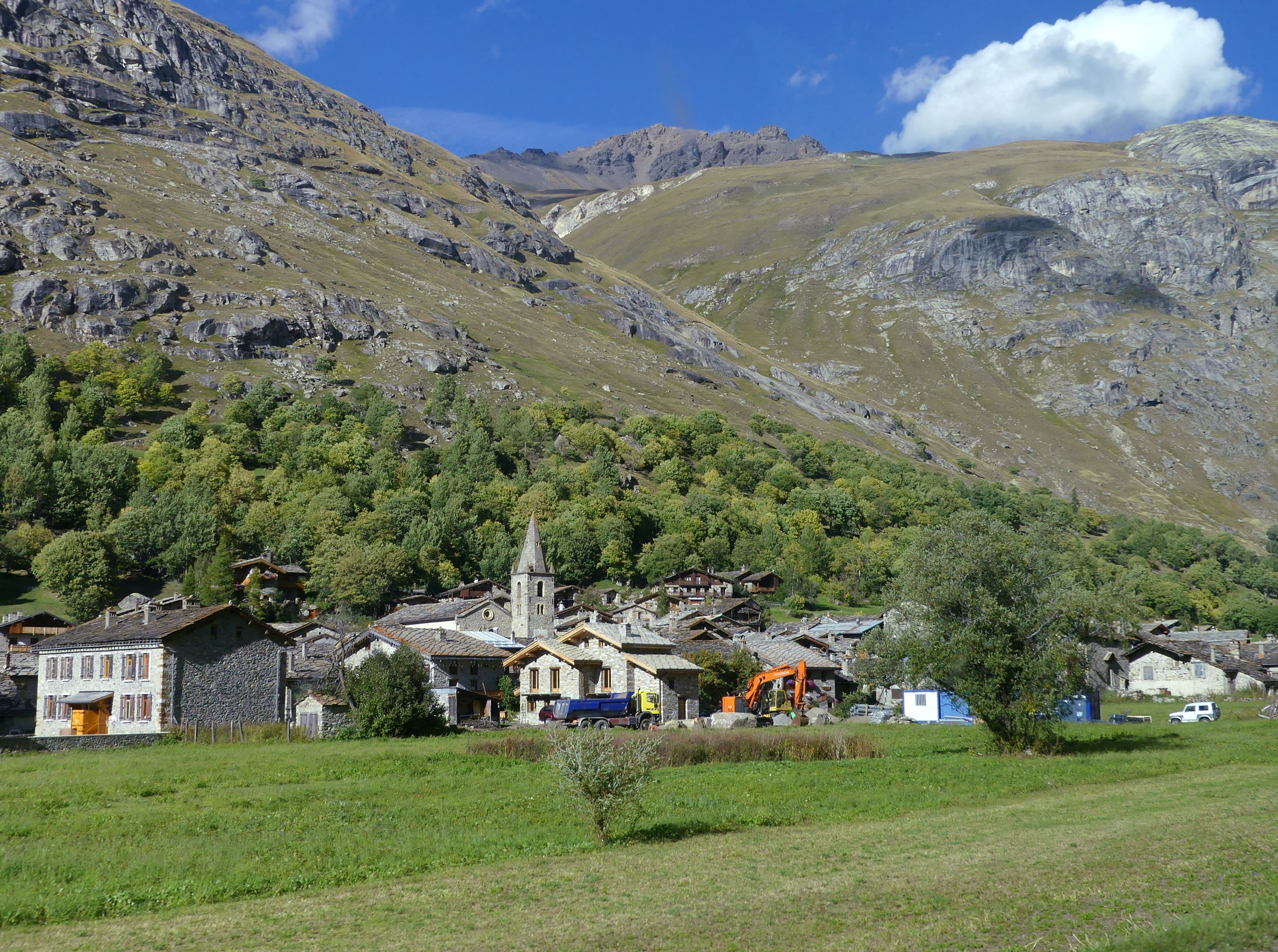
Bonneval-sur-Arc
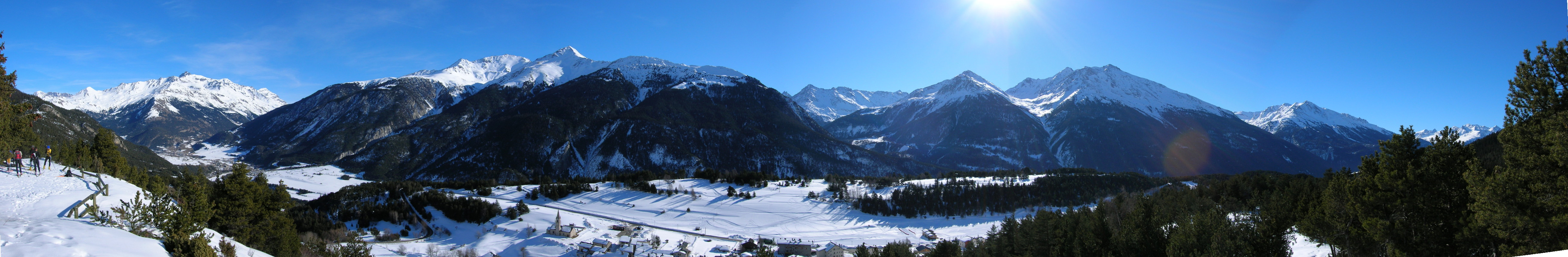
Mont-Cenismassief
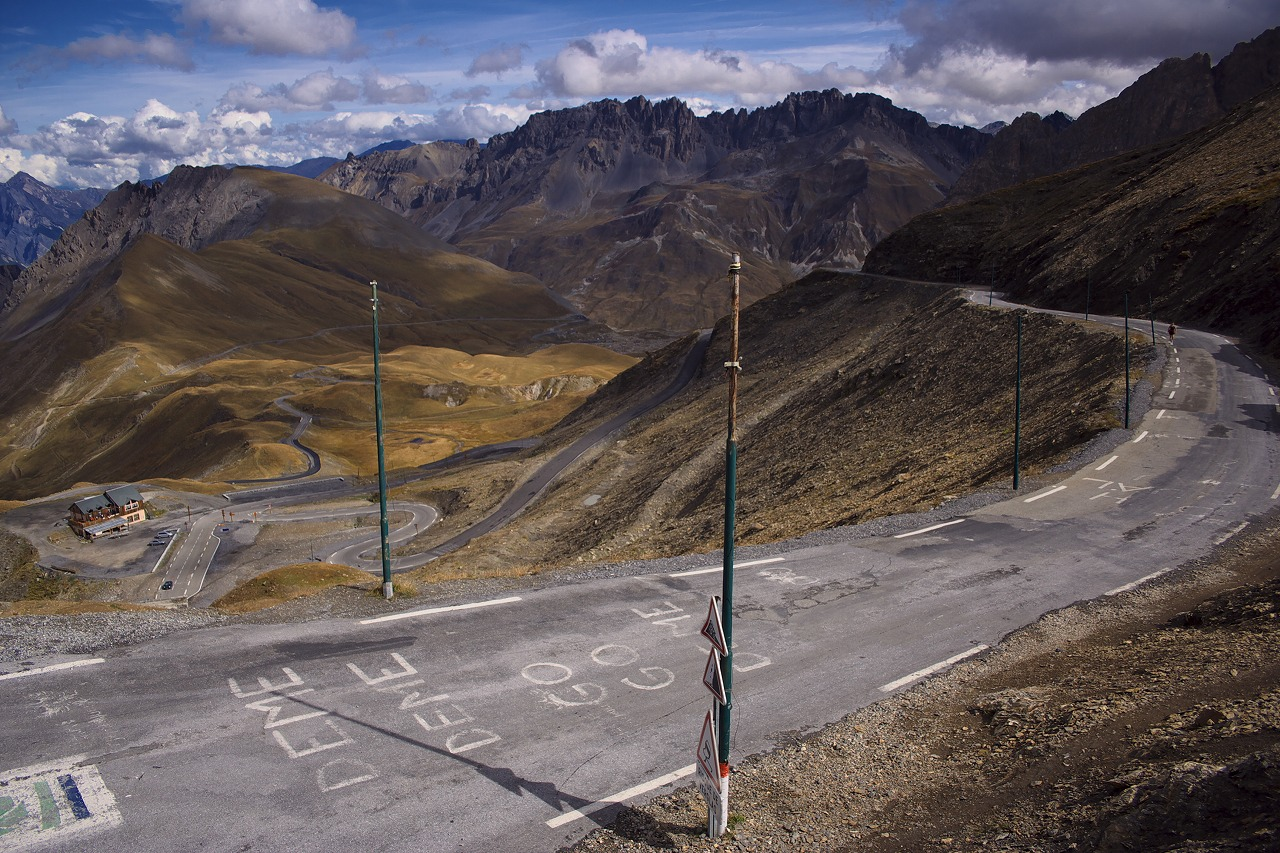
Col du Galibier
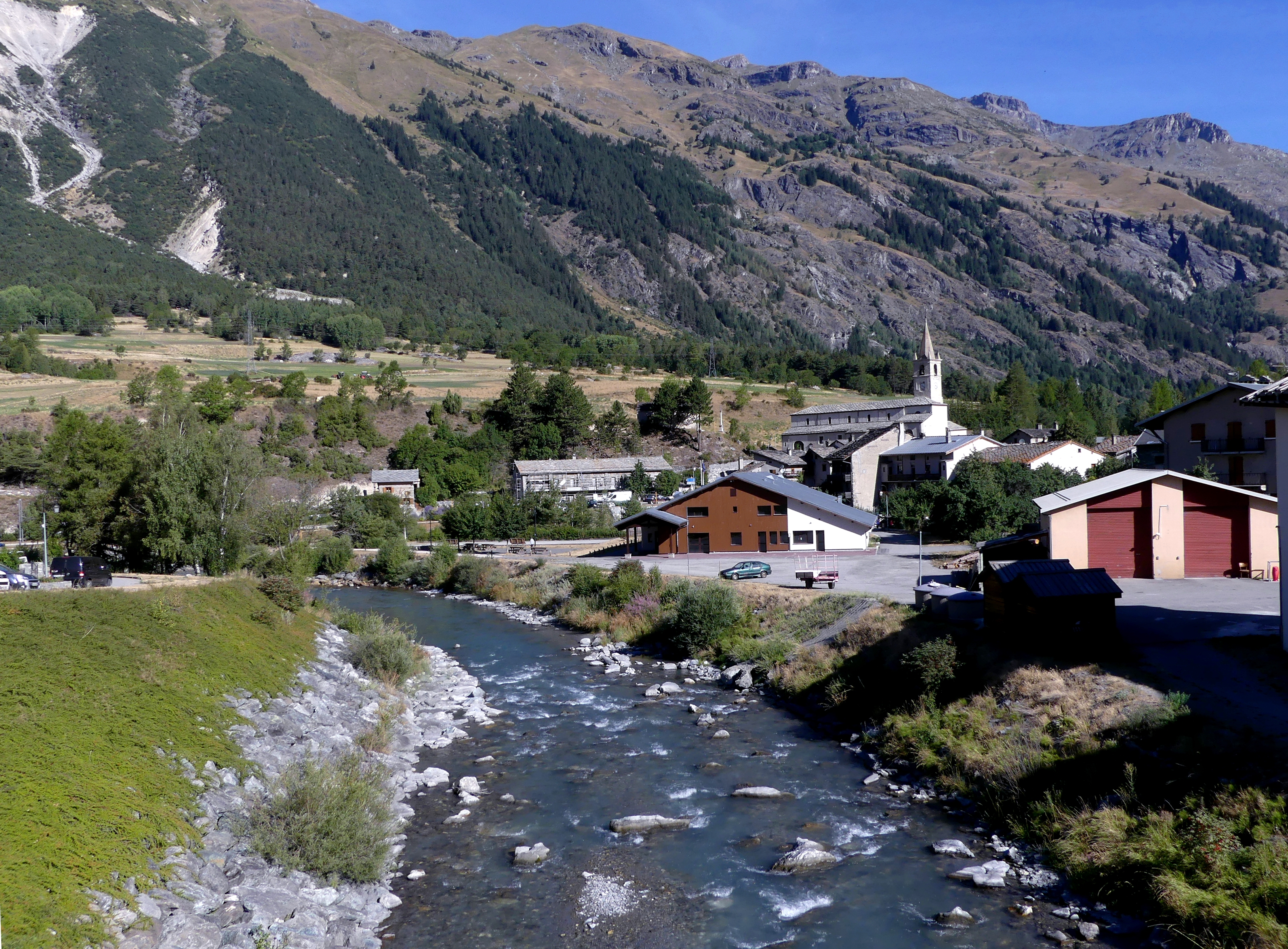
Termignon